# France au Concours Eurovision de la chanson 1964
La France a participé au Concours Eurovision de la chanson 1964 à Copenhague, au Danemark. C'est la neuvième participation de la France au Concours Eurovision de la chanson.
Le pays est représenté par Rachel et la chanson Le Chant de Mallory, sélectionnés en interne par la RTF.

## Sélection
La Radiodiffusion-télévision française (RTF) choisit l'artiste et la chanson en interne pour représenter la France au Concours Eurovision de la chanson 1964. Lors de cette sélection c'est la chanteuse Rachel et la chanson Le Chant de Mallory qui furent choisies.   Parmi les autres candidats, il y avait la participation d'Hugues Aufray qui représentera le Luxembourg la même année.

## À l'Eurovision
Chaque jury national attribue un, trois ou cinq points à ses trois chansons préférées.

### Points attribués par la France
| 5 points | Monaco      |
| 3 points | Luxembourg  |
| 1 point  | Royaume-Uni |

### Points attribués à la France
| 5 points | 3 points              | 1 point                              |
| -------- | --------------------- | ------------------------------------ |
| - Monaco | - Autriche - Portugal | - Espagne - Luxembourg - Yougoslavie |

Rachel interprète Le Chant de Mallory en 7e position lors du concours suivant l'Autriche et précédant le Royaume-Uni. 
Au terme du vote final, la France termine 4e, ex æquo avec le Luxembourg, sur 16 pays, obtenant 14 points au total,,.